# Diocesi di Antedone
La diocesi di Antedone (in latino Dioecesis Anthedonensis) è una sede soppressa del patriarcato di Gerusalemme e una sede titolare della Chiesa cattolica.

## Storia
Antedone, corrispondente al Tell Iblakhiye a nord di Gaza nei territori della Palestina, è un'antica sede vescovile della provincia romana della Palestina Prima nella diocesi civile d'Oriente. Faceva parte del Patriarcato di Gerusalemme ed era suffraganea dell'arcidiocesi di Cesarea.
Di questa antica diocesi sono noti solo tre vescovi. Paolo prese parte al concilio di Efeso nel 431 e sottoscrisse, verso la fine dello stesso anno, la lettera sinodale dell'arcivescovo Massimiano di Costantinopoli diretta al clero della diocesi di Tenedo per annunciare la deposizione del loro vescovo Anastasio. Paolo fu ancora presente al sinodo di Costantinopoli del 448, che trattò la questione del monaco Eutiche, al concilio di Efeso del 449 e a quello di Calcedonia nel 451. Eustazio prese parte al concilio di Gerusalemme del 518 e sottoscrisse la lettera dei vescovi di Palestina al patriarca Giovanni di Costantinopoli contro Severo di Antiochia. Doroteo firmò gli atti del concilio di Gerusalemme del 536 che vide riuniti i vescovi delle Tre Palestine.
Dal XVIII secolo Antedone è annoverata tra le sedi vescovili titolari della Chiesa cattolica; la sede è vacante dal 24 febbraio 1965.

## Cronotassi

### Vescovi greci
- Paolo † (prima del 431 - dopo il 451)
- Eustazio † (menzionato nel 518)
- Doroteo † (menzionato nel 536)

### Vescovi titolari
- Joseph Jakob (Angelin vom heiligen Joseph) Geiselmayer, O.C.D.[2] † (12 agosto 1785 - 12 luglio 1786 deceduto)
- Giuseppe Tobia, O.F.M.Conv. † (10 giugno 1796 - settembre 1799 succeduto vescovo di Tino e Micono)
- Antonio Luigi Landi, O.F.M. † (16 febbraio 1802 - 26 ottobre 1814 deceduto)
- Bernhard Galura † (17 dicembre 1819 - 28 settembre 1829 nominato vescovo di Bressanone)
- Karl Anton Joseph Lüpke † (5 luglio 1830 - 8 aprile 1855 deceduto)
- Louis-François Richer dit Laflèche † (23 novembre 1866 - 30 aprile 1870 succeduto vescovo di Trois-Rivières)
- Jerzy Iwaszkiewicz † (6 maggio 1872 - 9 gennaio 1876 deceduto)
- Charles-Louis Gay † (23 ottobre 1877 - 19 gennaio 1892 deceduto)
- Guillermo Juan Carter Gallo † (15 giugno 1893 - 30 agosto 1906 deceduto)
- Ramón Barberá y Boada † (19 dicembre 1907 - 28 maggio 1914 nominato vescovo di Palencia)
- Emilio Jiménez Pérez † (4 gennaio 1918 - 21 ottobre 1926 deceduto)
- Bernardino Vitale Bigi, O.F.M. † (27 gennaio 1927 - 19 aprile 1930 deceduto)
- Alejandro García Fontcuberta, O.P. † (3 luglio 1930 - 14 febbraio 1933 deceduto)
- Edgar Anton Häring, O.F.M. † (25 aprile 1933 - 11 aprile 1946 nominato vescovo di Shuoxian)
- Marcel-François Lefebvre, C.S.Sp. † (12 giugno 1947 - 22 settembre 1948 nominato arcivescovo titolare di Arcadiopoli di Europa)
- John Baptist Choi Deok-hong † (9 dicembre 1948 - 14 dicembre 1954 deceduto)
- Felix Roeder † (21 febbraio 1955 - 24 febbraio 1965 deceduto)